# ユーゴトン (アルバム)
『ユーゴトン』（"Yugoton"）は、2001年にポーランドのZIC ZAC MusicとBMGによって発売されたトリビュート・アルバムである。
アルバムでは、エレクトリチュニ・オルガザム（Električni orgazam）、イドリ（Idoli）、バヤガ・イ・インストルクトリ（Bajaga i Instruktori）、ハウストル（Haustor）、プルリャヴォ・カザリシュテ（Prljavo kazalište）、パルニ・ヴァリャク（Parni valjak）といった、ユーゴスラビア社会主義連邦共和国を代表するアーティストらのカバー曲が収められている。これらのアーティストの多くは、かつてユーゴスラビアのニュー・ウェイヴ（New Wave music in Yugoslavia）の一翼を担っていた。収録されている楽曲には、プルリャヴォ・カザリシュテのアルバム『Crno bijeli svijet』のタイトル曲などがあり、カタジーナ・ノソフスカ（Katarzyna Nosowska）、パヴェウ・クキス（Paweł Kukiz）、オラーフ・デリグラソフ（Olaf Deriglasoff、ティモン・ティマンスキ（Tymon Tymański）などのポーランドのアーティストによって、ポーランド語で録音されている。CDには、コンピュータ用にCD-ROMメディア部が含まれている。

## 背景
このアルバムは、ユーゴスラビア社会主義連邦共和国のポピュラー音楽へのトリビュートとして製作された。そのタイトル『ユーゴトン』はユーゴスラビアの音楽産業、特に同国で最大のレコードレーベルであったユーゴトンを意識したものである。ポーランドをはじめとする、冷戦下で自由に西側諸国を訪れることができなかった鉄のカーテンの東側の国々では、西側の音楽を手に入れる数少ない方法は、東側諸国と同じ社会主義体制をとるユーゴスラビアへ買い物に訪れることであった。ユーゴスラビア連邦は社会主義体制をとりつつも東側諸国には属さず非同盟主義を主導し、西側からの影響の流入には寛容であった。このため、東側の若者にとってユーゴスラビアのレコード会社は西側の大衆文化の象徴であり、カルト的な人気を得ていた。東側におけるユーゴスラビアのレコード、ユーゴトンに関する描写は、東ドイツの映画『Sonnenallee』でのレコードを密輸する場面にも見て取れる。
多くのユーゴスラビアのアーティストがポーランドでツアーを行い、彼らはポーランドにパンク・ロックやニュー・ウェイヴなどの音楽シーンと多くのファンをもたらした。1981年、ザグレブ出身のユーゴスラビアのバンド・アズラ（Azra）は『Poljska u mome srcu』（我が心のポーランド）と題されたアルバムをリリースし、ヴォイチェフ・ヤルゼルスキによる独裁政治と闘うポーランドの人々を鼓舞した。ベオグラード出身のエレクトリチュニ・オルガザムは『Warszawa '81』と題されたアルバムを1982年にユーゴトンからリリースし、リュブリャナでは音楽プロモーターでジャーナリストのイゴル・ヴィドマル（Igor Vidmar）が、ポーランドの独立自主管理労働組合「連帯」を支持するコンサートを催した。この当時、イギリスのパンク・ロック・バンド、エンジェリック・アップスターズ（Angelic Upstarts）をはじめ世界各地の多くのアーティストがポーランドの反体制派への支持を表明していた。
ポーランドと旧ユーゴスラビア諸国の音楽シーンのつながりは現代も残っており、ベオグラード出身のイドリのヴラダ・ディヴリャン（Vlada Divljan）と、ザグレブに拠点を置くハウストルのダルコ・ルンデク（Darko Rundek）がこのアルバムにゲストとして招かれている。2人の姿はアルバムのジャケットにも、ポーランドのアーティストたちとともに写っている。
ポーランドにおけるユーゴノスタルギヤ的なプロジェクトには、この他に『Yugopolis』がある。

## 収録曲
| #   | 楽曲名                            | アーティスト                                                                   | ポーランド語作詞者             | 原題                                 | 原作アーティスト                                        |
| --- | --------------------------------- | ------------------------------------------------------------------------------ | ------------------------------ | ------------------------------------ | ------------------------------------------------------- |
| 1.  | Malcziki                          | カジク （Kazik）                                                               | Kazik                          | Maljčiki                             | VISイドリ （VIS Idori）                                 |
| 2.  | Rzadko widuję cię z dziewczętami  | カタジーナ・ノソフスカ & パヴェウ・クキス （Katarzyna Nosowska i Paweł Kukiz） | G. Brzozowicz                  | Retko te vidjam sa devojkama         | VISイドリ                                               |
| 3.  | Dziewczęta w letnich sukienkach   | ティモン・ティマンスキ （Ryszard "Tymon" Tymański）                            | T. Tymański i G. Brzozowicz    | Moja Prva Ljubav                     | ハウストル （Haustor）                                  |
| 4.  | Czarno-biały świat                | カジク                                                                         | J. Houra i Kazik               | Crno Bijeli Svijet                   | プルリャヴォ・カザリシュテ （Prljavo kazalište）        |
| 5.  | Gdy miasto śpi (snem kamiennym)   | カタジーナ・ノソフスカ                                                         | K. Nosowska                    | Obicna Ljubavna Pjesma               | アエロドロム （Aerodrom）                               |
| 6.  | Falochron                         | オラーフ・デリグラソフ （Olaf Deriglasoff）                                    | O. Deriglasoff                 | 442 Do Beograda                      | バヤガ・イ・インストルクトリ （Bajaga i instruktori）   |
| 7.  | Elektryczny orgazm                | カジク                                                                         | Kazik                          | Električni Orgazam                   | エレクトリチュニ・オルガザム （Električni Orgazam）     |
| 8.  | To była sobota                    | カタジーナ・ノソフスカ                                                         | K. Nosowska                    | Zamisli život u ritmu muzike za ples | ユラ・ストゥブリッチ & フィルム （Jura Stublić i Film） |
| 9.  | Ema                               | パヴェウ・クキス                                                               | G. Brzozowicz i F. Łobodziński | Ena                                  | ハウストル                                              |
| 10. | W sercu miasta                    | グジェゴシュ・ナヴロツキ （Grzegorz Nawrocki）                                 | O. Deriglasoff                 | Dom                                  | フィルム                                                |
| 11. | O nic nie pytaj (bo nie pytam ja) | パヴェウ・クキス                                                               | P. Kukiz                       | Uhvati Ritam                         | パルニ・ヴァリャク （Parni Valjak）                     |
| 12. | 1000 kawałków                     | オラーフ・デリグラソフ                                                         | O. Deriglasoff                 | Neprilagođen                         | ユラ・ストゥブリッチ & フィルム                         |